# Jacques Delporte
Pierre Jacques Delporte (Lijsem, 16 december 1816 - Tienen, 2 mei 1890) was een Belgisch advocaat en politicus voor de Liberale Partij. Hij was burgemeester van de stad Tienen.

## Levensloop
In 1848 richtte Delporte samen met Louis Goossens de Liberale Associatie van Tienen op.  Ze wonnen dat jaar de gemeenteraadsverkiezingen. Na de dood van Goossens werd hij benoemd tot burgemeester van Tienen. Hij bleef dit tot zijn dood.
Delporte was ook tweemaal kandidaat bij de nationale verkiezingen voor de Liberale Partij in het arrondissement Leuven, waaronder in 1863.